# Venerupis
Venerupis је род слановодних морских шкољки из породице Veneridae, познат као carpet shells, робусне љуштуре ромбоидалног облика.

## Врсте
Према WoRMS из 2017. годне.
- Venerupis anomala (Lamarck, 1818)
- Venerupis aspera (Quoy & Gaimard, 1835)
- Venerupis bruguieri (Hanley, 1845)
- Venerupis corrugata (Gmelin, 1791)
- Venerupis cumingii (G. B. Sowerby II, 1852)
- Venerupis galactites (Lamarck, 1818)
- Venerupis geographica (Gmelin, 1791)
- Venerupis glandina (Lamarck, 1818)
- Venerupis largillierti (Philippi, 1847)
- Venerupis rugosa (G. B. Sowerby II, 1854)

- Подрод Venerupis (Paphirus) Finlay, 1926 представљени као Venerupis Lamarck, 1818 (алтернативно представљено)
- Подрод Venerupis (Venerupis) Lamarck, 1818 представљени као Venerupis Lamarck, 1818 (алтернативно представљено)
- Venerupis decussata (Linnaeus, 1758) представљени као Ruditapes decussatus (Linnaeus, 1758) (алтернативно представљено)

- Подрод Venerupis (Ruditapes)]] Chiamenti, 1900 прихваћен као Ruditapes Chiamenti, 1900
  - Venerupis (Ruditapes) largillierti (Philippi, 1847) представљени као Venerupis largillierti (Philippi, 1847) (алтернативно представљено)
  - Venerupis (Ruditapes) philippinarum (Adams & Reeve, 1850) представљени као Ruditapes philippinarum (Adams & Reeve, 1850) (алтернативно представљено)
- Venerupis attenuata G. B. Sowerby II, 1854 прихваћен као Irus irus (Linnaeus, 1758)
- Venerupis aurea (Gmelin, 1791) прихваћен као Polititapes aureus (Gmelin, 1791)
- Venerupis carditoides Lamarck, 1818 прихваћен као Irus carditoides (Lamarck, 1818)
- Venerupis chinensis Deshayes, 1854 прихваћен као Irus irus (Linnaeus, 1758)
- Venerupis cordieri (Deshayes, 1839) прихваћен као Irusella lamellifera (Conrad, 1837)
- Venerupis corrugata Deshayes, 1853 прихваћен као Venerupis corrugata (Gmelin, 1791)
- Venerupis crebrelamellata Tate, 1887 прихваћен као Irus cumingii (Deshayes, 1854)
- Venerupis crenatus Lamarck, 1818 прихваћен као Irus crenatus (Lamarck, 1818)
- Venerupis cumingii Deshayes, 1854 прихваћен као Irus cumingii (Deshayes, 1854)
- Venerupis dashamii Ray, 1948 прихваћен као Irus vertumnalium (Melvill, 1918)
- Venerupis declivis Sowerby, 1853 прихваћен као Venus declivis G. B. Sowerby II, 1853
- Venerupis decussata Philippi, 1836 прихваћен као Lajonkairia lajonkairii (Payraudeau, 1826)
- Venerupis decussatus (sic) прихваћен као Venerupis decussata (Linnaeus, 1758) представљени као Ruditapes decussatus (Linnaeus, 1758)
- Venerupis derelicta Deshayes, 1854 прихваћен као Irus irus (Linnaeus, 1758)
- Venerupis diemenensis Quoy & Gaimard, 1835 прихваћен као Notopaphia grisea (Lamarck, 1818)
- Venerupis digona Deshayes, 1854 прихваћен као Irus irus (Linnaeus, 1758)
- Venerupis distans Lamarck, 1818 прихваћен као Irus carditoides (Lamarck, 1818)
- Venerupis dura (Gmelin, 1791) прихваћен као Polititapes durus (Gmelin, 1791)
- Venerupis elegans Deshayes, 1854 прихваћен као Notopaphia elegans (Deshayes, 1854) прихваћен као Irus (Notopaphia) elegans (Deshayes, 1854) представљени као Irus elegans (Deshayes, 1854)
- Venerupis exotica Hanley, 1854 прихваћен као Irus carditoides (Lamarck, 1818)
- Venerupis exoticus Lamarck, 1818 прихваћен као Irus exoticus (Lamarck, 1818)
- Venerupis fernandesiana Stempell, 1899 прихваћен као Paphonotia fernandesiana (Stempell, 1899)
- Venerupis fimbriata G. B. Sowerby II, 1854 прихваћен као Paphonotia elliptica (G. B. Sowerby I, 1834)
- Venerupis foliacea Deshayes, 1853 прихваћен као Paphonotia elliptica (G. B. Sowerby I, 1834)
- Venerupis gigantea Deshayes, 1839 прихваћен као Saxidomus gigantea (Deshayes, 1839)
- Venerupis hanleyi Lamy, 1922 прихваћен као Irus carditoides (Lamarck, 1818)
- Venerupis insignis Deshayes, 1854 прихваћен као Petricola insignis (Deshayes, 1854)
- Venerupis interjecta Deshayes, 1853 прихваћен као Irus exoticus (Lamarck, 1818)
- Venerupis interstriatus G. B. Sowerby II, 1854 прихваћен као Irus interstriatus (G. B. Sowerby II, 1854)
- Venerupis iridescens Tate, 1889 прихваћен као Irus interstriatus (G. B. Sowerby II, 1854)
- Venerupis irus (Linnaeus, 1758) прихваћен као Irus irus (Linnaeus, 1758)
- Venerupis irus (Linnaeus, 1758) sensu Yokoyama, 1924 прихваћен као Irus ishibashianus Kuroda & Habe, 1952
- Venerupis irusianus Locard, 1892 прихваћен као Irus irus (Linnaeus, 1758)
- Venerupis lajonkairii Payraudeau, 1826 прихваћен као Lajonkairia lajonkairii (Payraudeau, 1826)
- Venerupis lamellosa Blainville, 1824 прихваћен као Petricola lithophaga (Retzius, 1788)
- Venerupis lucens (Locard, 1886) прихваћен као Polititapes aureus (Gmelin, 1791)
- Venerupis macrophylla Deshayes, 1853 прихваћен као Irus irus (Linnaeus, 1758)
- Venerupis mitis Deshayes, 1854 прихваћен као Irus mitis (Deshayes, 1854)
- Venerupis multicostata Turton, 1932 прихваћен као Irus irus (Linnaeus, 1758)
- Venerupis nucleus Lamarck, 1819 прихваћен као Venerupis corrugata (Gmelin, 1791)
- Venerupis obesa Deshayes, 1854 прихваћен као Irus cumingii (Deshayes, 1854)
- Venerupis paupercula Deshayes, 1854 прихваћен као Paphonotia elliptica (G. B. Sowerby I, 1834)
- Venerupis peruviana Jay, 1839 прихваћен као Petricola denticulata G. B. Sowerby I, 1834
- Venerupis petiti Deshayes, 1839 прихваћен као Leukoma staminea (Conrad, 1837)
- Venerupis planicosta Deshayes, 1854 прихваћен као Irus carditoides (Lamarck, 1818)
- Venerupis pulcherrima Deshayes, 1854 прихваћен као Irus irus (Linnaeus, 1758)
- Venerupis pullastra (Montagu, 1803) прихваћен као Venerupis corrugata (Gmelin, 1791)
- Venerupis quadrasi Hidalgo, 1886 прихваћен као Petricola quadrasi (Hidalgo, 1886)
- Venerupis reflexa Gray, 1843 прихваћен као Irus reflexus (Gray, 1843)
- Venerupis rhomboides (Pennant, 1777) прихваћен као Polititapes rhomboides (Pennant, 1777)
- Venerupis romani Calcara, 1845 прихваћен као Coralliophaga lithophagella (Lamarck, 1819)
- Venerupis rufiscensis Fischer-Piette & Métivier, 1971 прихваћен као Polititapes durus (Gmelin, 1791)
- Venerupis saxatilis (Fleuriau de Bellevue, 1802) прихваћен као Venerupis corrugata (Gmelin, 1791)
- Venerupis senegalensis (Gmelin, 1791) прихваћен као Venerupis corrugata (Gmelin, 1791)
- Venerupis siliqua Deshayes, 1854 прихваћен као Irus reflexus (Gray, 1843)
- Venerupis subdecussata Deshayes, 1853 прихваћен као Notopaphia grisea (Lamarck, 1818)
- Venerupis texta Deshayes, 1853 прихваћен као Kyrina texta (Deshayes, 1853)
- Venerupis tumida G. B. Sowerby II, 1854 прихваћен као Irus reflexus (Gray, 1843)
- Venerupis variegata (G. B. Sowerby II, 1852) прихваћен као Venerupis aspera (Quoy & Gaimard, 1835)

Према ITIS од 10. 06. 2017
- Venerupis aurea (Gmelin, 1791)
- Venerupis decussata Linnaeus, 1758
- Venerupis philippinarum (A. Adams and Reeve, 1850) – Japanese littleneck
- Venerupis senegalensis (Gmelin, 1791)

## Синоними
- Metis H. Adams & A. Adams, 1857 (Инвалид: млађи хомоним Metis Philippi, 1843 [Crustacea]; Myrsus is a replacement name)
- Myrsus H. Adams & A. Adams, 1858 (синоним)
- Paphirus Finlay, 1926
- Pullastra G. B. Sowerby I, 1826 (синоним)
- Venerupis (Paphirus) Finlay, 1926 · accepted, alternate representation
- Venerupis (Venerupis) Lamarck, 1818 · accepted, alternate representation